# Trechoblemus
Trechoblemus is een geslacht van kevers uit de familie van de loopkevers (Carabidae). De wetenschappelijke naam van het geslacht is voor het eerst geldig gepubliceerd in 1891 door Ganglbauer.

## Soorten
Het geslacht Trechoblemus omvat de volgende soorten:
- Trechoblemus lindrothi Sueasom, 1957
- Trechoblemus microphthalmus Ueno, 1955
- Trechoblemus micros (Herbst, 1784)
- Trechoblemus postilenatus Bates, 1873
- Trechoblemus valentinei Suenson, 1957
- Trechoblemus westcotti Barr, 1972